# 秋葉忠宏
秋葉忠宏（1975年10月13日—），前日本足球運動員，並參加1996年夏季奥林匹克运动会。

## 日本國家足球隊
秋葉忠宏参加了1996年夏季奥林匹克运动会。